# St. Lambertus (Kirchdaun)

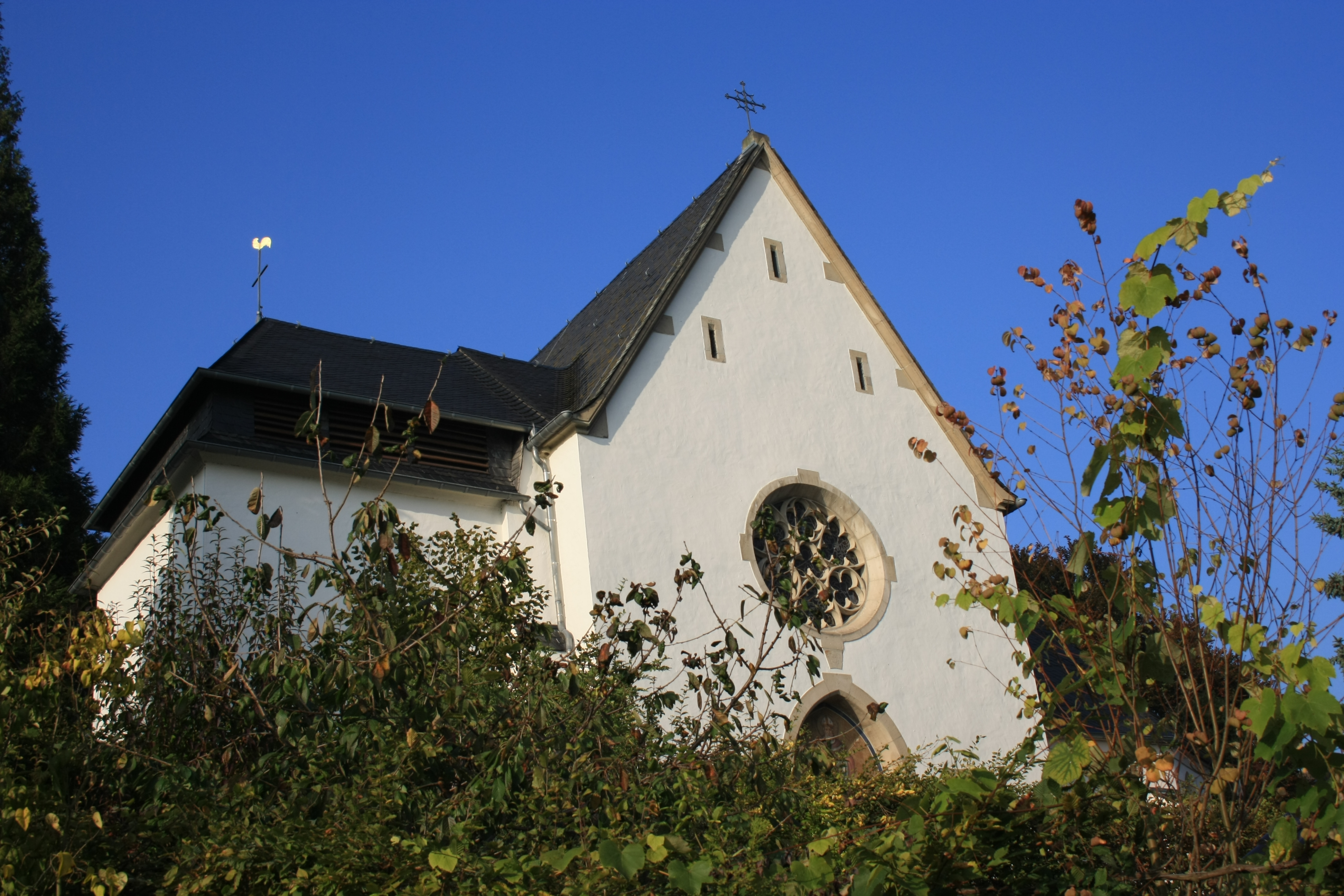
Ansicht von Süden

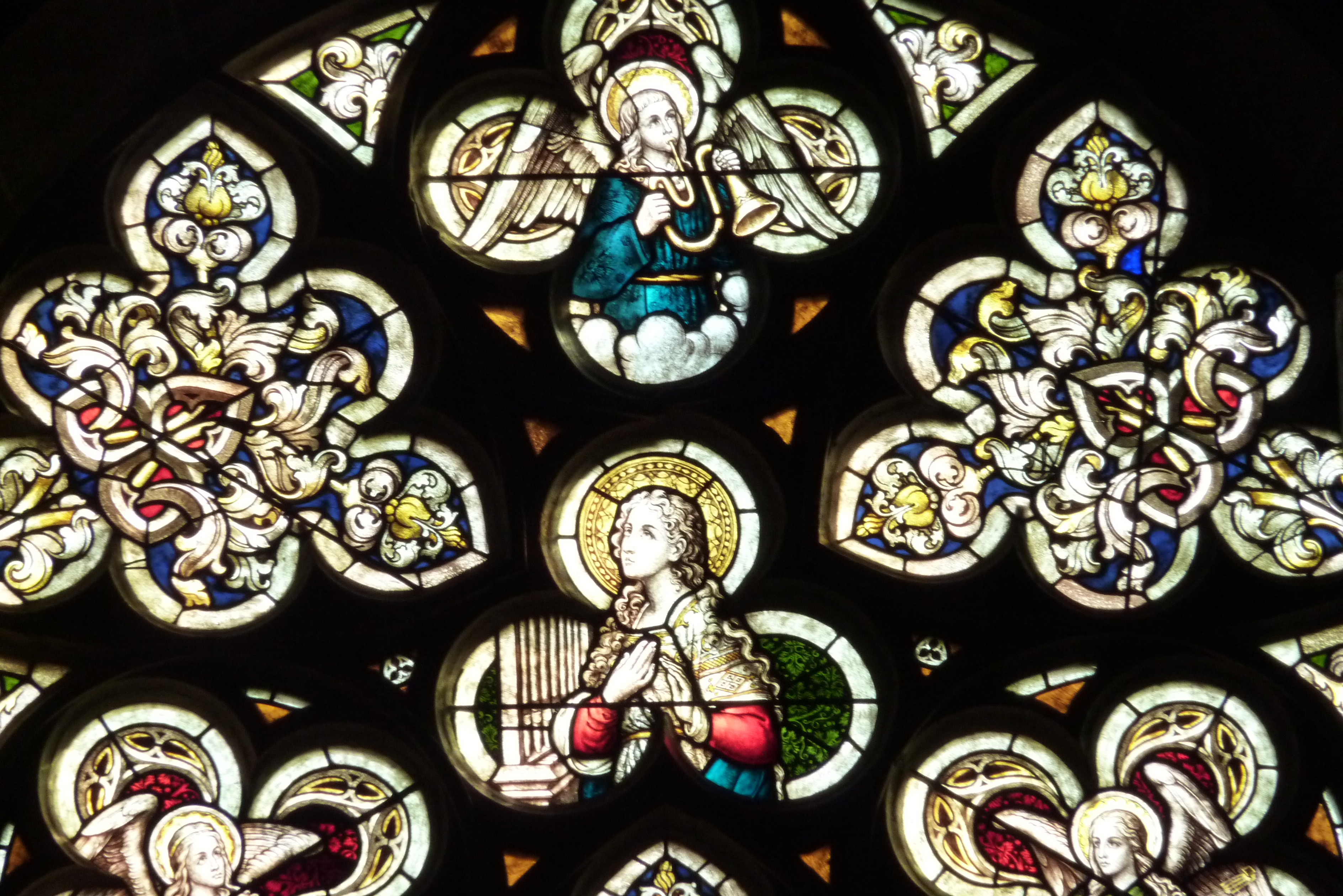
Rosette über dem Portal mit Bleiglasfenster, in der Mitte: die heilige Cäcilia als Organistin

St. Lambertus in Kirchdaun, einem Stadtteil von Bad Neuenahr-Ahrweiler im Kreis Ahrweiler in Rheinland-Pfalz, ist eine römisch-katholische Pfarrkirche, die bereits im 12. Jahrhundert Erwähnung findet. Die Kirche ist ein geschütztes Kulturdenkmal.

## Geschichte
Die Kirche mit dem heiligen Lambertus als Schutzpatron wurde 1131 erstmals in einer Urkunde genannt, als Papst Innozenz II. dem Cassius-Stift in Bonn den vierten Teil einer Stiftung in der Kirche bestätigte.
Von der mittelalterlichen Kirche ist heute noch der in der ersten Hälfte des 14. Jahrhunderts errichtete Chor erhalten, der als Taufkapelle gestaltet ist.

## Architektur
Das Kirchenschiff wurde 1909 nach Plänen von Caspar Clemens Pickel, der auch St. Johannes Nepomuk im nahen Kripp errichtete, durch einen neugotischen Bau ersetzt. Der alte Turm wurde 1921 wegen Baufälligkeit abgerissen. 
Eine Komplettsanierung der Fassade wurde 2002 bis 2005 vorgenommen. Das Aussehen des Innenraums entspricht nahezu vollständig dem von 1909 mit seiner Wandmalerei, den Bodenfliesen und den historisierenden Bleiglasfenstern. Die Rosette über dem Portal zeigt die heilige Cäcilia als Organistin.